# Aergia
Aergia (altgriechisch Ἀεργία Aergía) ist die griechische Göttin bzw. ein Daimon der Faulheit, Auszeit, des Müßiggangs und der Trägheit. Ihre Eltern sind Gaia und Aither. Im Römischen entspricht sie der Socordia bzw. der Ignavia.

## Mythos und Beschreibung
Bei Hyginus werden als Geschwister Dolor (Schmerz), Dolus (Betrug), Ira (Wut), Luctus (Trauer), Mendacium (Lüge), Iusiurandum (Eid), Ultio (Rache), Intemperantia (Unmäßigkeit), Altercatio (Zank), Oblivio (Vergessen), Timor (Angst), Superbia (Hochmut), Incestum (Lust) und Pugna (Kampf) genannt. Erwähnt wird zudem Horme, die als Göttin der Aktivität ihre Gegenspielerin bildet.
Von ihr ist relativ wenig bekannt, außer dass sie zusammen mit Hesychia (Quies) und Oblivio das Reich des Hypnos bewachen soll. Daher wird auch beschrieben, dass sich vor der Grotte eine schläfrige und träge Wirkung auf einen überträgt.